# Carl Degenhard Menzen
Carl Degenhard Menzen (* 17. Juni 1849 in Monschau; † 23. März 1931 in Frankfurt am Main) war ein deutscher Jurist (Dr. jur.), Richter und Autor zahlreicher juristischer Schriften und Gesetzeskommentare, von denen viele in mehreren Auflagen erschienen.

## Leben
Menzen wurde als Sohn eines Notars geboren. Nach dem Besuch des Gymnasiums in Bonn und verschiedenen Stationen während seines Studiums und seines Referendariats erfolgte 1880 die Ernennung zum Amtsrichter in Daaden. Von 1888 bis 1897 war er Landgerichtsrat in Hechingen, wo er 1889 unbeabsichtigt Ausgangspunkt einer eskalierenden Prozesswelle wurde, den sogenannten Hechinger Gießkännchen-Prozessen. 1897 erfolgte seine Versetzung nach Frankfurt am Main, wo er bis zu seinem Ruhestand im Jahre 1921 die Position eines königlichen Amtsgerichtsrats bekleidete.
Zwischen 1886 und 1902 war Menzen Autor und Herausgeber zahlreicher juristischer Veröffentlichungen, von denen das Deutsche Bürgerbuch die bekannteste ist. Das Deutsche Bürgerbuch sollte anhand zahlreicher Fallbeispiele auch einem nicht fachkundigen Leser das am 1. Januar 1900 in Kraft getretene Bürgerliche Gesetzbuch (BGB) näher bringen. Da zuvor im Deutschen Reich historisch bedingt regional unterschiedliche Rechtsordnungen Anwendung gefunden hatten und den Bürgern die neuen Gesetze nicht geläufig waren, stieß das Buch auf eine große Nachfrage und wurde für Carl Degenhard Menzen auch kommerziell ein Erfolg.
1911 wurde er mit dem Roten Adlerorden 4. Klasse ausgezeichnet. Zudem war er Träger des Preußischen Kronenordens 4. Klasse.

## Veröffentlichungen (Auswahl)
- Gesetz, betreffend die Errichtung letztwilliger Verfügungen in dem Bezirke des Oberlandesgerichts zu Frankfurt am Main vom 28. Juni 1886, Verlag von P. Hanstein, Bonn, 1887
- Lamprecht´sches Statut, Verlag von P. Hanstein, Bonn, 1887
- Die Vormundschaftsordnung vom 12. Juli 1875,  Verlag von P. Hanstein, Bonn, 1888
- Gesetz betreffend die Erwerbs- und Wirthschaftsgenossenschaften vom 1. Mai 1889, Stephanus Verlag, Trier, 1889
- Allgemeines Berggesetz für die Preussischen Staaten, Verlag von F. Schöningh, Paderborn, 1890
- Reichsgesetz, betreffend die Invaliditäts- und Altersversicherung, Verlag von F. Schöningh, Paderborn, 1890
- Reichsgesetz, betreffend den Verkehr mit Nahrungsmitteln, Genussmitteln und Gebrauchsgegenständen vom 14. Mai 1879, Verlag von Ferdinand Schöningh, Paderborn, 1891
- Landgemeindeordnung von 1891 für die sieben östlichen Provinzen der Preußischen Monarchie, Verlag von Carl Meyer, Hannover, 1891
- Deutsche Auslieferungsverträge, Verlag von F. Schöningh, Paderborn, 1891
- Der Arbeiterschutz nach dem Reichsgesetze vom 1. Juni 1891, Heine Verlag, Berlin, 1891
- Zur Berufungsfrage in Strafsachen, Verlag von Carl Meyer, Hannover, 1899
- Deutsches Bürgerbuch, Verlag von Ferdinand Dümmlers (Dümmler), Berlin, 1901
- Invaliditäts- und Altersversicherung in der Fassung des Invalidenversicherungsgesetzes v. 13. Juli 1899, Verlag von F. Schöningh, Paderborn, 1902